# Monte Tesoro
Il monte Tesoro è una vetta delle Prealpi Bergamasche alta 1.432 m s.l.m. Si trova nel territorio comunale di Carenno, sulla dorsale delľAlbenza.
Digrada a meridione verso la pianura in corrispondenza dei colli di Bergamo, dividendo la valle San Martino dalla valle Imagna tra il passo del Pertus e di Valcava, dunque le province di Lecco e di Bergamo.

## Descrizione
L'ampia sommità è facilmente raggiungibile da più versanti: 
- dalla Valle Imagna attraverso la strada carrozzabile che sale da Costa Valle Imagna e che termina in località Forcella Alta, 1.300 metri di quota, a soli 20 minuti di cammino dalla sommità;
- dalla strada provinciale del passo di Valcava, con sentiero che parte dalla località Combeli, a 1.300m s.l.m. circa, dal quale si perviene in vetta lungo l'ampia dorsale sud; dalla valle San Martino il sentiero inizia in località Boccio nel comune di Carenno, salendo attraverso i vasti boschi del versante occidentale;
- infine dalla località Colle di Sogno in comune di Carenno, raggiungibile da Sogno in comune di Torre de busi, il sentiero più "alpinistico", comunque sempre facile, percorre l'assolato pendio sud-ovest, pressoché privo di copertura arborea.

La vetta offre un ottimo panorama, soprattutto sulla sottostante valle del fiume Adda, sulla vicina pianura e sulle vette delle prealpi Orobiche, dietro le quali fanno capolino le più celebri Retiche, e ospita un sacrario con croce metallica alta 15 metri edificato nel 1985 in memoria dei soldati italiani caduti in guerra.

## WebCam
La stazione meteorologica amatoriale di Sopracornola (frazione di Calolziocorte) ha una webcam che inquadra il monte Tesoro con immagini acquisite ogni cinque minuti.

## Panorama

Panorama dalla Grigna al Monte Tesoro, come visto da Valgreghentino